# Peceli Yato

a Compétitions nationales et continentales officielles uniquement.

b Matchs officiels uniquement.
Dernière mise à jour le 1 juillet 2025.
Peceli Yato, né le 17 janvier 1993 à Sigatoka (Fidji), est un joueur international fidjien de rugby à XV jouant principalement aux postes de troisième ligne aile ou troisième ligne centre. Il mesure 1,96 m pour 118 kg.

## Biographie
Il est le cousin d'Uwa Tawalo, également joueur professionnel de rugby à XV.

## Carrière

### En club

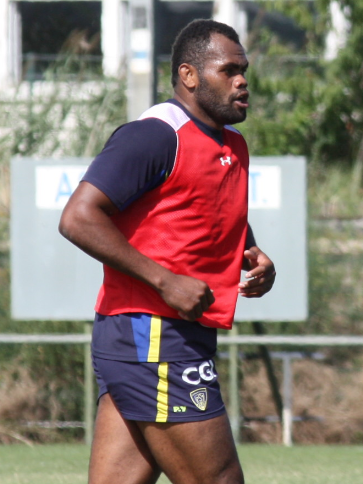
Peceli Yato à l'entraînement avec l'ASM Clermont Auvergne.

Peceli Yato rejoint l'académie de Nadroga en 2011, jouant avec l'équipe des moins de 20 ans du club
Il rejoint en 2013 le centre de formation du club français de l'ASM Clermont Auvergne, après des tests concluants passés l'année précédente. Ce transfert est facilité par le fait que l'académie est financée par Clermont, et le club a déjà déniché un certain nombre de talents comme Napolioni Nalaga, Noa Nakaitaci ou encore Kini Murimurivalu,.
Après avoir joué en espoir, il se révèle en Top 14 lors de la saison 2014-2015, où il inscrit sept essais en dix matchs, dont deux doublés face au Stade français et à l'Aviron bayonnais.
En janvier 2017, il signe son premier contrat professionnel avec Clermont, et s'engage jusqu'en 2020. En juin 2019, il prolonge à nouveau son contrat, cette fois jusqu'en 2023.
Utilisé à l'origine uniquement en troisième ligne, il joue également en deuxième ligne à partir de 2020 afin de compenser les blessures à ce poste dans l'effectif clermontois.
En décembre 2021, il se blesse gravement au genou, et reste éloigné des terrains pendant toute l'année 2022. Il fait son retour, après treize mois sans jouer, le 28 janvier 2023 contre Lyon.
Au mois d'avril 2023, il prolonge son contrat avec le club auvergnat pour deux saisons supplémentaires, plus une année optionnelle.
En 2025, après douze ans à Clermont, il s'engage pour deux saisons avec l'USA Perpignan, où il retrouve son ancien entraîneur Franck Azéma,.

### En équipe nationale
Peceli Yato a évolué avec l'équipe des Fidji des moins de 20 ans lors de la Coupe du monde junior 2013 en France,.
Il obtient sa première cape internationale avec l'équipe des Fidji le 18 juillet 2015 à l'occasion d’un match contre l'équipe des Tonga à Suva.
Il fait partie du groupe fidjien sélectionné pour participer à la Coupe du monde 2015 en Angleterre. Il dispute deux matchs contre l'Angleterre et l'Australie
En 2019, il est retenu pour disputer la Coupe du monde au Japon. Il dispute trois matchs lors de la compétition, contre l'Australie, la Géorgie et le pays de Galles.

## Palmarès

### En club
- Finaliste de la Coupe d'Europe en 2015 et 2017 avec l'ASM Clermont Auvergne
- Vainqueur du Championnat de France en 2017 avec l'ASM Clermont Auvergne
- Finaliste du Championnat de France en 2019 avec l'ASM Clermont Auvergne
- Vainqueur du Challenge européen en 2019 avec l'ASM Clermont Auvergne

### En équipe nationale
- 22 sélections
- 35 points (7 essais)
- Sélections par année : 6 en 2015, 2 en 2016, 2 en 2017, 3 en 2018, 7 en 2019, 2 en 2021.

- Participations à la Coupe du monde en 2015 (2 matchs) et 2019 (3 matchs).